# Ellen Johnson Sirleaf
Ellen Johnson Sirleaf (født 29. oktober 1938) blev i 2005 valgt som præsident i Liberia – den første demokratisk valgte kvindelige præsident i Afrika – og blev taget i ed den 16. januar 2006.
I 2006 nedsatte hun en sandheds- og forsoningskommission, der kom med sin afsluttende rapport i 2009. Rapporten opremsede 49 personer, som kommissionen betragtede som ansvarlige for perioden med borgerkrig og ustabilitet – og en af disse var netop Ellen Johnson Sirleaf, der i begyndelsen af den første borgerkrig havde støttet Charles Taylor økonomisk. Kommissionen anbefalede at disse 49 personer ikke burde have offentligt embede i en periode på 30 år.
Hun blev, sammen med Leymah Gbowee og Tawakkul Karman, tildelt Nobels fredspris i 2011, for deres ikke-voldelige kamp for kvinders sikkerhed og ret til at deltage i fredsskabende arbejde. 